# پلن ای پلن بی
پلن ای پلن بی یا نقشه الف نقشه ب (به انگلیسی: Plan A Plan B) فیلمی هندی در ژانر عاشقانه کمدی محصول ۲۰۲۲ به کارگردانی شاشانک گوش است. در این فیلم بازیگرانی همچون ریتیش دشموک، تمنا باتیا، پونام دیلون و بیدیتا باگ ایفای نقش کرده‌اند.
این فیلم نظر مثبت منتقدان را دریافت کرد.

## خلاصه داستان
مادر نيرالى يك دلال ازدواج است. در يكى از این مراسم‌های ازدواج او اعلام بازنشستگى می‌كند و كسب و كار خود را به دخترش واگذار مي‌كند و همچنین مکانی را برای او یک سال اجاره کرده است. نیرالی (تمنا باتیا) پس از نقل مکان متوجه می‌شود كه دفتر او درست كنار دفتر یک وکیل طلاق كاستوب چوگله (کوستی) (ریتیش دشموک) قرار دارد. کوستی بخاطر زندگی خود معتقد است که طلاق باعث نجات آدم هاست و نیرالی معتقد است که ازدواج شروع یک زندگی جدید و مهم است. حال با این اختلافات باید باهم کار کنند.